# Ponapella pihapiha
Ponapella pihapiha es una especie de molusco gasterópodo de la familia Bulimulidae en el orden de los Mesogastropoda.

## Distribución geográfica
Es endémica de la Micronesia.